# Rudolf Wedekind
Rudolf Wedekind (Hannover, Alemania, 18 de junio de 1716-12 de enero de 1778) fue un teólogo protestante (Alttestamentler) y profesor de filosofía alemán.

## Familia

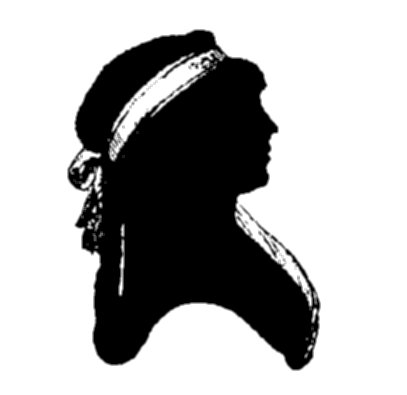
Meta Forkel-Liebeskind, hija de Rudolf Wedekinnd

Rudolf Wedekind proviene de la familia Wedekind, de la Baja Sajonia, en concreto, de la localidad de Horst. Se casó con Sophia Magdalena, hija del alcalde de Gotinga, Georg Friedrich Morrien. Sus hijos fueron el médico Georg Wedekind, más tarde barón de Wedekind, secretario del Consejo de Estado y jacobino, que vivió en la ciudad de Darmstadt, así como la escritora y traductora Meta Forkel-Liebeskind, nacida Wedekind.

## Trayectoria
Rudolf Wedekind estudió Teología en Rinteln desde 1735 y desde 1737, Filosofía en Göttingen, donde se graduó con un MA en 1740. Fue subdirector del liceo de Northeim un breve tiempo, y también subdirector de la escuela secundaria de Göttingen en 1741, haciendo cargo a partir de 1743 de la dirección del centro escolar.
En 1746 obtuvo una cátedra en la Facultad de Filosofía de la Universidad de Göttingen; más tarde fue profesor asociado de la misma universidad, cargo que ocupó hasta su muerte. En 1753 se convirtió en rector de la escuela latina de la ciudad de Göttingen, institución fundada en 1734. Y en 1763 fue pastor de la Iglesia de Nuestra Señora de Göttingen. Más tarde, fue también predicador en la iglesia de San Albani.
En los años 1757 a 1762 Rudolf Wedekind escribió un "registro de etiquetas" en el que describía los efectos de la Guerra de los siete años en la ciudad de Göttingen y su población.

## Literatura
- Deutsches Geschlechterbuch Band 187, C. A. Starke, Limburg, 1982, S. 606 f.